# Plutonaster marginatus
Plutonaster marginatus är en sjöstjärneart som beskrevs av Percy Sladen 1889. Plutonaster marginatus ingår i släktet Plutonaster och familjen kamsjöstjärnor. Inga underarter finns listade i Catalogue of Life.